# Enrico Polliotti
Enrico Polliotti (Pinerolo, 1811 – 11 aprile 1870) è stato un politico italiano.

## Biografia
Fu deputato del Regno di Sardegna per due legislature (I e IV), eletto nel Collegio elettorale di Perosa.